# Chaetodon octofasciatus
Poisson-papillon à huit bandes
Espèce
Statut de conservation UICN

 LC  : Préoccupation mineure
Chaetodon octofasciatus, communément nommé Poisson-papillon à huit bandes, est une espèce de poisson marin de la famille des Chaetodontidae.
Le Poisson-papillon à huit bandes est présent dans les eaux tropicales de la région Indo/ ouest Pacifique.

## Description
Sa taille maximale est de 12 cm.

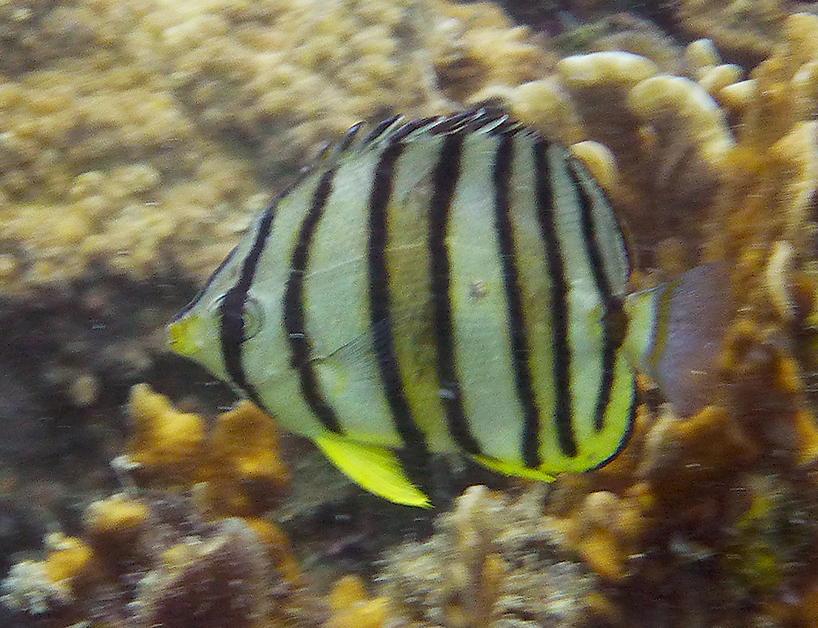
Poisson-papillon à huit bandes, île de Ko Tao, Thaïlande